# Міддлфілд (Коннектикут)
Міддлфілд (англ. Middlefield) — місто (англ. town) в США, в окрузі Міддлсекс штату Коннектикут. Населення — 4217 осіб (2020).

## Демографія
Згідно з переписом 2010 року, у місті мешкало 4425 осіб у 1742 домогосподарствах у складі 1253 родин. Було 1863 помешкання
Расовий склад населення:
| - 95,4 % — білих - 1,3 % — чорних або афроамериканців - 1,2 % — азіатів - 0,1 % — корінних американців |

До двох чи більше рас належало 1,5 %. Частка іспаномовних становила 2,3 % від усіх жителів.
За віковим діапазоном населення розподілялося таким чином: 22,7 % — особи молодші 18 років, 61,3 % — особи у віці 18—64 років, 16,0 % — особи у віці 65 років та старші. Медіана віку мешканця становила 44,7 року. На 100 осіб жіночої статі у місті припадало 101,4 чоловіків;  на 100 жінок у віці від 18 років та старших — 99,0 чоловіків також старших 18 років.
Середній дохід на одне домашнє господарство  становив 115 813 долари США (медіана — 103 844), а середній дохід на одну сім'ю — 137 227 доларів (медіана — 123 021). Медіана доходів становила 86 161 долар для чоловіків та 56 875 доларів для жінок. За межею бідності перебувало 6,4 % осіб, у тому числі 12,6 % дітей у віці до 18 років та 5,6 % осіб у віці 65 років та старших.
Цивільне працевлаштоване населення становило 2513 осіб. Основні галузі зайнятості: освіта, охорона здоров'я та соціальна допомога — 21,3 %, виробництво — 14,8 %, фінанси, страхування та нерухомість — 9,4 %, мистецтво, розваги та відпочинок — 9,3 %.